# Tamia (chanteuse française)
Pour les articles homonymes, voir Tamia (homonymie).
Tamia, de son nom civil Tamia Valmont, née le 29 juillet 1947, est une auteure-compositrice-interprète française.

## Biographie
Tamia a fait ses débuts sur scène au Festival de jazz de Châteauvallon (France) avec Michel Portal, en 1972. Elle s'essaya ensuite à diverses tendances musicales : musique improvisée, musique contemporaine, théâtre, et se découvrit des affinités avec des musiques non-européennes.
En 1980, elle fut invitée à participer en solo au Festival d'automne à Paris. À cette occasion, elle commença à utiliser sa voix enregistrée sur plusieurs pistes, de façon à créer ce qu'elle appela une « polyphonie en solo », un genre qu'elle continua à explorer tout au long de sa carrière. En 1979, Tom Johnson écrivit un article à son sujet dans un numéro de Village Voice, ce qui mena à sa première tournée aux États-Unis. En 1990 elle fut invitée par le compositeur Toru Takemitsu à chanter au Festival de Tokyo, au Japon.
Elle a collaboré avec des artistes tels que Pierre Favre, avec qui elle enregistra 3 CD. En 2009, l'écrivain Nancy Huston cita Tamia comme étant la personne qui avait inspiré le personnage principal de son roman Lignes de faille.
Elle commença à enseigner la technique vocale et l'improvisation en 1973. Pendant de nombreuses années, elle a enseigné à des chanteurs et des acteurs professionnels, à Paris. En 2016, elle a annoncé un nouvel album.

## Discographie
Albums en solo
- 1978 : Solo, T Records
- 1981 : Senza Tempo, T Records
- 1999 : Les chants de la Terre, Universal Music / Réédité en 2015 avec un nouvel ordre des pièces, Eolico

Collaborations avec Pierre Favre
- 1983 : Blues for Pedro Arcanjo, T Records-Gemini
- 1988 : De la nuit...le jour, ECM
- 1992 : Solitudes, ECM